# The Drew Barrymore Show
The Drew Barrymore Show è un programma televisivo statunitense condotto dall'attrice Drew Barrymore, al suo debutto come conduttrice televisiva. Trasmesso a partire dal 14 settembre 2020 su varie reti del gruppo CBS, il programma è stato rinnovato per una seconda stagione.

## Storia del programma
Drew Barrymore ha girato l'episodio pilota dello show nell'agosto 2019, dopo di che ha anticipato la messa in onda del programma attraverso la docuserie The Making of the Drew Barrymore Show. Barrymore ha successivamente pubblicato una seconda docuserie intitolata The Art of the Interview, che include delle conversazioni fra l'attrice e conduttori di altri talk show che l'hanno ispirata e spinta ad intraprendere questo percorso.
Il programma è andato in onda a partire dal settembre 2020, ospitando nei suoi primi episodi molti attori che avevano precedentemente lavorato insieme a Barrymore in varie produzioni cinematografiche come Cameron Diaz, Lucy Liu e Adam Sandler. Barrymore ha rivelato di aver dovuto "combattere duramente" affinché la sua trasmissione potesse andare in onda in diretta e non si svolgesse presso la sua abitazione nonostante le limitazioni imposte dalla pandemia di Covid-19. Nel marzo 2021 il programma è stato confermato anche per la stagione televisiva 2021-2022.
Durante la terza edizione della trasmissione, Drew Barrymore è risultata positiva al Covid-19 ed è stata sostituita da 50 Cent nella conduzione di alcune puntate.

## Broadcast
Negli Stati Uniti il programma viene trasmesso da vari canali di proprietà del gruppo CBS, andando in onda nell'85% degli stati federali. Il programma va in onda anche in Canada sul canale Global e in Australia sulla TV a pagamento FOX Arena.

## Ascolti
Secondo The Hollywood Reporter il programma è guardato principalmente da un pubblico femminile di età compresa fra i 25 e i 54 anni.